# Rhacophorus taipeianus
Rhacophorus taipeianus es una especie de ranas que habita en Taiwán.
Esta especie está en peligro de extinción por la pérdida de su hábitat natural.